# Finn Harps FC
Finn Harps is een Ierse voetbalclub uit de stad Ballybofey, Donegal.
Er zijn initiatieven genomen om de club te verhuizen naar Letterkenny, een grotere stad waar een beter stadion gebouwd kan worden.

## Geschiedenis

### De gouden jaren 70
De club werd in 1954 opgericht als juniorclub en in 1968 won de club de FAI Junior Cup. Het volgende seizoen werd ook met een seniorafdeling gestart en diende de club een aanvraag in om toegelaten te worden tot de Football League. In de eerste wedstrijd kregen de Harps een veeg uit de pan van Shamrock Rovers (2-10). Velen vroegen zich af of het wel een goed idee was om een club uit Donegal toe te laten tot de League. Maar Finn bewees zich datzelfde seizoen nog en werd zevende op veertien clubs. De volgende seizoenen werd de ploeg een heuse topclub en in 1973 werd de tweede plaats bereikt, enkel Waterford FC deed het beter met één puntje meer. Het volgende seizoen werd voor het eerst Europees voetbal gespeeld, al was het Schotse Aberdeen FC wel te sterk, ook werd de beker voor de eerste en enige maal binnen gehaald. Ook de volgende seizoenen bleef de club in de subtop. Finn haalde twee seizoenen op rij de finale van de League Cup en verloor respectievelijk van Waterford en Bohemian FC. In 1976 werd opnieuw de tweede plaats bereikt. Op Europees vlak haalde de club echter geen goede resultaten, Derby County liet niets heel van de club en stuurde de Ieren met een 12-0 pandoering naar huis. Na een achtste plaats in 1977 werd Finn opnieuw tweede in 1978, in de UEFA Cup werd de club andermaal vernederd, opnieuw door een Engelse club, Everton FC was de beul van dienst, (5-0, 5-0).

### De terugval en terugkomst
De jaren 80 begonnen nog redelijk met een halve finale in de beker, maar in de competitie zakte de club langzaam weg. In 1985 werd de First Division (tweede divisie) opgericht, tot dat jaar werden clubs verkozen tot de hoogste klasse, nu konden ze degraderen. Finn degradeerde en werd zo deelnemer in het eerste seizoen van de First Division. Het duurde tot 1996 vooraleer de club promotie kon afdwingen voor de hoogste klasse. Men probeerde de club over te nemen, nadat dit aanbod werd afgewezen namen enkele leden van de raad van bestuur ontslag. Na twee rustige seizoenen werd Finn vierde en miste net Europees voetbal. Ook werd de finale van de beker gespeeld en verloren tegen de Bray Wanderers.

### Wisselvallige resultaten
In 2001 werd de club opnieuw naar de tweede klasse verwezen. Na drie seizoenen keerde de club terug maar eindigde laatste en speelde twee seizoenen in de tweede klasse alvorens opnieuw te promoveren. In 2008 degradeerde de club opnieuw.

## Erelijst
- FAI Cup

Winnaar: 1974
Finalist: 1999
- FAI League Cup

Finalist: 1974, 1975

## Eindklasseringen vanaf 1970
| 7 |

| 6 |

| 4 |

| 2 |

| 4 |

| 3 |

| 2 |

| 8 |

| 2 |

| 8 |

| 5 |

| 6 |

| 14 |

| 9 |

| 9 |

| 15 |

| 7 |

| 4 |

| 3 |

| 4 |

| 6 |

| 4 |

| 6 |

| 7 |

| 3 |

| 3 |

| 2 |

| 9 |

| 8 |

| 4 |

| 8 |

| 11 |

| 2 |

| 2 |

| 3 |

| 1 |

| 12 |

| 6 |

| 2 |

| 10 |

| 8 |

| 8 |

| 9 |

| 5 |

| 6 |

| 5 |

| 2 |

| 10 |

| 11 |

| 2 |

| 9 |

| 8 |

| 8 |

| 10 |

| 9 |

| 6 |

| Premier Division | First Division |

Tot 1985 werd voor het 1 niveau de naam League of Ireland gehanteerd en voor het 2e niveau League of Ireland B Division.

### Seizoensresultaten vanaf 2000
| Seizoen | Competitie       | Niveau | Eindstand | FAI Cup      | Opmerking |
| ------- | ---------------- | ------ | --------- | ------------ | --- |
| 1999/00 | Premier Division | I      | 8         | kwartfinale  | |
| 2000/01 | Premier Division | I      | 11        | 3e ronde     | |
| 2001/02 | First Division   | II     | 2         | kwartfinale  | Ligatopscorer: Kevin McHugh (27); pd-wedstrijden > Longford Town FC: 0-1/3-2 (5-6 n.s.)                                                                  |
| 2002/03 | First Division   | II     | 2         | -            | 1½ speelronde i.v.m. overgang naar kalenderjaarseizoen; Ligatopscorer ex aequo: Kevin McHugh (14); Winnaar First Divison Cup >Kildare County FC: 2-0/2-0 |
| 2003    | First Division   | II     | 3         | 2e ronde     | pd-wedstrijden > Derry City FC: 0-0/1-2 n.v. |
| 2004    | First Division   | II     | 1         | 2e ronde     | Ligatopscorer: Kevin McHugh (24) |
| 2005    | Premier Division | I      | 12        | 8e finale    | |
| 2006    | First Division   | II     | 6         | 3e ronde     | |
| 2007    | First Division   | II     | 2         | 3e ronde     | Ligatopscorer: Conor Gethins (15); pd-wedstrijden > Waterford United FC: 3-0/3-3                                                                         |
| 2008    | Premier Division | I      | 10        | 3e ronde     | |
| 2009    | First Division   | II     | 8         | 3e ronde     | |
| 2010    | First Division   | II     | 8         | 8e finale    | |
| 2011    | First Division   | II     | 9         | 3e ronde     | |
| 2012    | First Division   | II     | 5         | 2e ronde     | Ligatopscorer ex aequo: Conor Gethins (13) |
| 2013    | First Division   | II     | 6         | kwartfinale  | |
| 2014    | First Division   | II     | 5         | halve finale | |
| 2015    | First Division   | II     | 2         | 2e ronde     | pd-wedstrijden > Limerick FC: 0-1/2-0 n.v. |
| 2016    | Premier Division | I      | 10        | 2e ronde     | |
| 2017    | Premier Division | I      | 11        | 2e ronde     | |
| 2018    | First Division   | I      | 2         | 2e ronde     | pd-wedstrijden > Limerick FC: 1-0/2-0 |
| 2019    | Premier Division | I      | 9         | 1e ronde     | pd-wedstrijden > Drogheda United: 0-1/2-0 n.v. |
| 2020    | Premier Division | I      | 8         | kwartfinale  | competitie na 18 wedstrijden afgebroken i.v.m. coronapandemie                                                                                            |
| 2021    | Premier Division | I      | 8         | kwartfinale  | |
| 2022    | Premier Division | I      | 10        | 1e ronde     | |
| 2023    | First Division   | II     | 9         | kwartfinale  | |
| 2024    | First Division   | II     | 6         | 2e ronde     | |
| 2025    | First Division   | II     | .         |              | |

### In Europa
#Q = #kwalificatieronde, #R = #ronde, T/U = Thuis/Uit, W = Wedstrijd, PUC = punten UEFA coëfficiënten .
Uitslagen vanuit gezichtspunt Finn Harps FC
| Seizoen                                                    | Competitie   | Ronde | Land               | Club            | Totaalscore | 1e W     | 2e W    | PUC |
| ---------------------------------------------------------- | ------------ | ----- | ------------------ | --------------- | ----------- | -------- | ------- | --- |
| 1973/74                                                    | UEFA Cup     | 1R    | Vlag van Schotland | Aberdeen FC     | 2-7         | 1-4 (U)  | 1-3 (T) | 0.0 |
| 1974/75                                                    | Europacup II | 1R    | Vlag van Turkije   | Bursaspor       | 2-4         | 2-4 (U)  | 0-0 (T) | 1.0 |
| 1976/77                                                    | UEFA Cup     | 1R    | Vlag van Engeland  | Derby County FC | 1-16        | 0-12 (U) | 1-4 (T) | 0.0 |
| 1978/79                                                    | UEFA Cup     | 1R    | Vlag van Engeland  | Everton FC      | 0-10        | 0-5 (T)  | 0-5 (U) | 0.0 |
| Totaal aantal behaalde punten voor UEFA coëfficiënten: 1.0 |              |       |                    |                 |             |          |         |     |

Zie ook
- Deelnemers UEFA-toernooien Ierland
- Ranglijst van alle clubs die in de diverse Europa Cups zijn uitgekomen

## Bekende (Oud-)Spelers
- Erol Erdal Alkan
- Harry Ascroft
- Mark Farren
- Tommy McConville